# Francesca Dani
Francesca Aurora Dani es una modelo, diseñadora y fotógrafa italiana, ampliamente conocida en Internet por el diseño y presentación de cosplays.
Entró en la escena del cosplay en octubre de 1998 con su primer traje, Sailor Moon. Desde entonces se ha disfrazado de diversos personajes de anime, manga y videojuegos.

## Biografía
Francesca nació en la ciudad italiana de Florencia el 5 de marzo de 1980 y fue registrada con el nombre de Aurora Francesca Dani. Habiendo iniciado estudios como diseñadora de modas, Francesca decidió comenzar a modelar con el fin de ayudarse a pagar su matrícula universitaria. El estilo de vida del modelaje hizo que Francesca dejara la universidad en febrero de 2004 con el fin de seguir su carrera de modelo en el extranjero.

## Carrera
Ha sido famosa por sus atrevidos trajes de cosplay en modelos fetichistas. Ha aparecido en docenas de revistas de todo el mundo, sobre todo en Maxim (México), en su edición de mayo de 2007 en la cual es llamada ¡La cosplayer más popular en la red! y la publicación se titula «La Reina De Los Geeks».
Su sitio web, lanzado en octubre de 1998, se convirtió en un sitio de pago el 14 de abril de 2002, con material erótico. Parte de la obra (la sección de cosplay y algunas otras páginas), están aún disponibles de forma gratuita. El sitio cuenta con videos cortos y miles de fotografías donde posa en diversos disfraces, trajes de baño, trajes fetichistas y lencería.
En 2002 se unió al sitio de modelos llamado Varietease, pero en octubre de 2005 abandonó el sitio por uno propio bajo el dominio francescadani.com.
Es además una invitada recurrente en los eventos y convenciones de anime en Latinoamérica, Europa y Japón.
A finales de 2010, sintió que ya estaba mayor para hacer cosplay y modelar, a pesar de que hay varias cosplayers populares de su edad como Yaya Han y Giorgia Vechinni, por lo que decidió explorar nuevos rumbos y se dedicó completamente a la fotografía y también al diseño y venta de su propia joyería.

### Japón
Llegó a ser conocida en Japón durante una aparición en Sekai Marumie el 25 de diciembre de 2002, dirigida por Takeshi Kitano. El personal de Nippon Television la eligió para una entrevista en directo a causa de su status de modelo internacional de cosplay.[cita requerida]
En abril de 2005 fue elegida para ser la imagen de Bodyline, fabricante de vestidos de Gothic Lolita. Las fotos de Francesca aparecieron en paquetes de Bodyline. A finales de ese año, Livedoor, un proveedor de servicios de Internet con sede en Tokio comenzó a vender foto-libros digitales de Dani en DL-SITE, un sitio web de pago por descarga.